# Bảo Kê
Bảo Kê (tiếng Trung: 寶雞市, Hán-Việt: Bảo Kê thị) là một địa cấp thị của tỉnh Thiểm Tây, Cộng hòa Nhân dân Trung Hoa. Bảo Kê có diện tích 18.172 km², dân số năm 2001 là 3.670.000 người, trong đó dân số đô thị là 800.000 người, là đô thị lớn thứ 25 ở Cộng hòa Nhân dân Trung Hoa.

## Phân chia hành chính

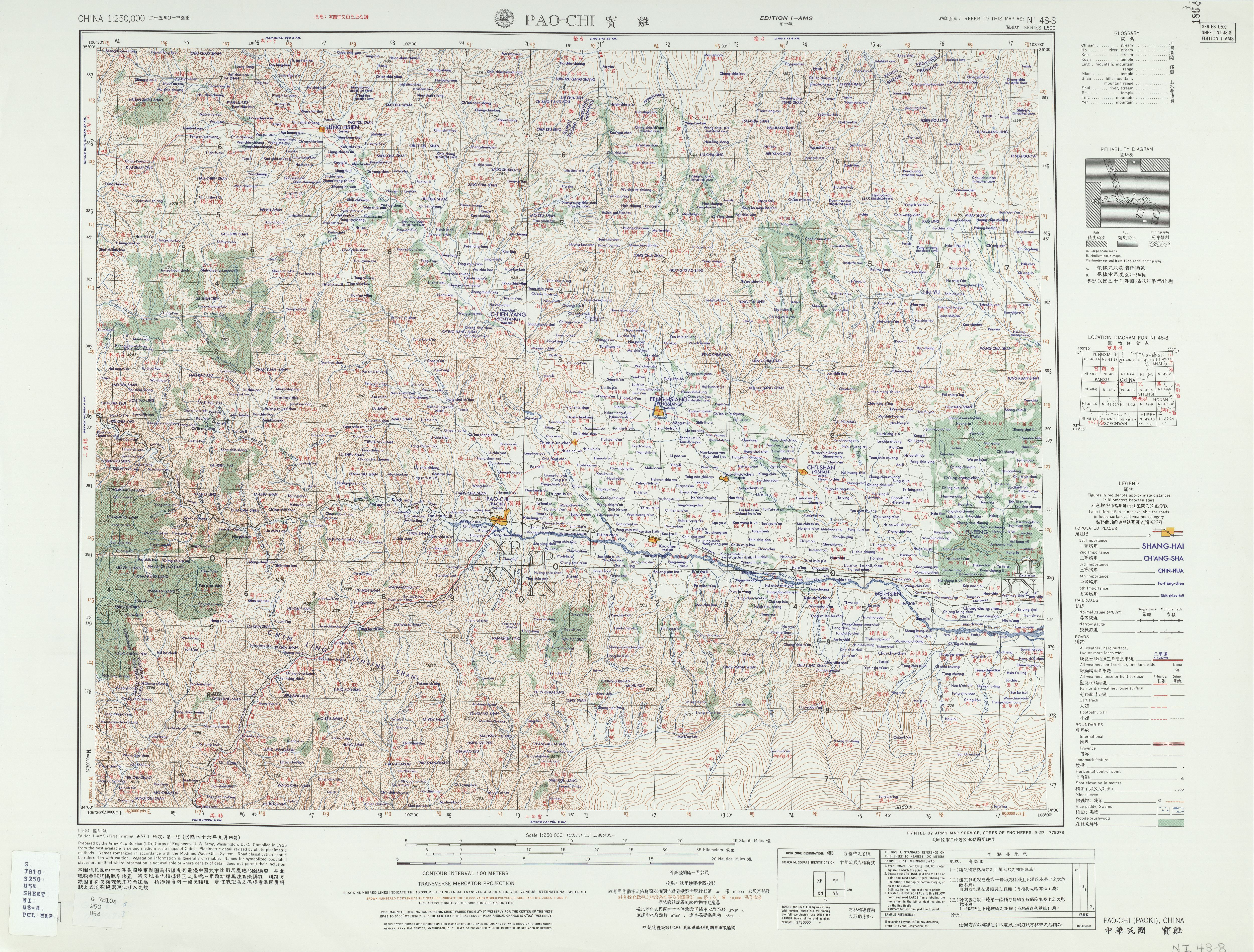
Bản đồ bao gồm Bảo Kê (ghi là PAO-CHI (PAOKI) (walled) 寳雞) (AMS, 1955)

| Bản đồ                                                                                               | Bản đồ  | Bản đồ        | Bản đồ        | Bản đồ          | Bản đồ             |
| --- | ------- | ------------- | ------------- | --------------- | ------------------ |
| Vị Tân Kim Đài Trần Thương Phượng Tường Kỳ Sơn Phù Phong My Lũng Thiên Dương Lân Du Phượng Thái Bạch |         |               |               |                 |                    |
| Tên gọi                                                                                              | Chữ Hán | Bính âm       | Dân số (2010) | Diện tích (km²) | Mật độ (người/km²) |
| Vị Tân                                                                                               | 渭滨区  | Wèibīn Qū     | 448.189       | 728             | 616                |
| Kim Đài                                                                                              | 金台区  | Jīntái Qū     | 394.538       | 332             | 1.188              |
| Trần Thương                                                                                          | 陈仓区  | Chéncāng Qū   | 595.075       | 2.517           | 236                |
| Phượng Tường                                                                                         | 凤翔区  | Fèngxiáng Qū  | 483.471       | 1.179           | 410                |
| Kỳ Sơn                                                                                               | 岐山县  | Qíshān Xiàn   | 459.064       | 855             | 537                |
| Phù Phong                                                                                            | 扶风县  | Fúfēng Xiàn   | 416.398       | 751             | 554                |
| My                                                                                                   | 眉县    | Méi Xiàn      | 299.988       | 863             | 348                |
| Lũng                                                                                                 | 陇县    | Lǒng Xiàn     | 248.901       | 2.418           | 103                |
| Thiên Dương                                                                                          | 千阳县  | Qiānyáng Xiàn | 123.959       | 959             | 129                |
| Lân Du                                                                                               | 麟游县  | Línyóu Xiàn   | 90.728        | 1.806           | 50                 |
| Phượng                                                                                               | 凤县    | Fèng Xiàn     | 105.492       | 3.187           | 33                 |
| Thái Bạch                                                                                            | 太白县  | Tàibái Xiàn   | 50.928        | 2.780           | 18                 |

## Khí hậu
| Dữ liệu khí hậu của Bảo Kê (1971−2000)   | Dữ liệu khí hậu của Bảo Kê (1971−2000) | Dữ liệu khí hậu của Bảo Kê (1971−2000) | Dữ liệu khí hậu của Bảo Kê (1971−2000) | Dữ liệu khí hậu của Bảo Kê (1971−2000) | Dữ liệu khí hậu của Bảo Kê (1971−2000) | Dữ liệu khí hậu của Bảo Kê (1971−2000) | Dữ liệu khí hậu của Bảo Kê (1971−2000) | Dữ liệu khí hậu của Bảo Kê (1971−2000) | Dữ liệu khí hậu của Bảo Kê (1971−2000) | Dữ liệu khí hậu của Bảo Kê (1971−2000) | Dữ liệu khí hậu của Bảo Kê (1971−2000) | Dữ liệu khí hậu của Bảo Kê (1971−2000) | Dữ liệu khí hậu của Bảo Kê (1971−2000) |
| Tháng                                    | 1                                      | 2                                      | 3                                      | 4                                      | 5                                      | 6                                      | 7                                      | 8                                      | 9                                      | 10                                     | 11                                     | 12                                     | Năm                                    |
| ---------------------------------------- | -------------------------------------- | -------------------------------------- | -------------------------------------- | -------------------------------------- | -------------------------------------- | -------------------------------------- | -------------------------------------- | -------------------------------------- | -------------------------------------- | -------------------------------------- | -------------------------------------- | -------------------------------------- | -------------------------------------- |
| Cao kỉ lục °C (°F)                       | 20.7 (69.3)                            | 25.5 (77.9)                            | 28.0 (82.4)                            | 36.2 (97.2)                            | 37.8 (100.0)                           | 40.2 (104.4)                           | 40.9 (105.6)                           | 41.6 (106.9)                           | 40.0 (104.0)                           | 33.0 (91.4)                            | 25.8 (78.4)                            | 23.2 (73.8)                            | 41.6 (106.9)                           |
| Trung bình ngày tối đa °C (°F)           | 5.1 (41.2)                             | 7.8 (46.0)                             | 12.8 (55.0)                            | 20.1 (68.2)                            | 25.2 (77.4)                            | 29.7 (85.5)                            | 30.9 (87.6)                            | 29.4 (84.9)                            | 23.7 (74.7)                            | 18.4 (65.1)                            | 12.0 (53.6)                            | 6.7 (44.1)                             | 18.5 (65.3)                            |
| Trung bình ngày °C (°F)                  | 0.1 (32.2)                             | 2.7 (36.9)                             | 7.7 (45.9)                             | 14.2 (57.6)                            | 19.2 (66.6)                            | 23.6 (74.5)                            | 25.4 (77.7)                            | 24.3 (75.7)                            | 18.9 (66.0)                            | 13.3 (55.9)                            | 6.8 (44.2)                             | 1.5 (34.7)                             | 13.1 (55.6)                            |
| Tối thiểu trung bình ngày °C (°F)        | −3.5 (25.7)                            | −0.9 (30.4)                            | 3.5 (38.3)                             | 9.3 (48.7)                             | 13.9 (57.0)                            | 18.2 (64.8)                            | 21.1 (70.0)                            | 20.2 (68.4)                            | 15.3 (59.5)                            | 9.6 (49.3)                             | 3.1 (37.6)                             | −2.2 (28.0)                            | 9.0 (48.1)                             |
| Thấp kỉ lục °C (°F)                      | −13.9 (7.0)                            | −11.4 (11.5)                           | −5.3 (22.5)                            | −1.7 (28.9)                            | 4.8 (40.6)                             | 10.0 (50.0)                            | 12.9 (55.2)                            | 13.2 (55.8)                            | 6.0 (42.8)                             | −2 (28)                                | −8 (18)                                | −16.1 (3.0)                            | −16.1 (3.0)                            |
| Lượng Giáng thủy trung bình mm (inches)  | 6.4 (0.25)                             | 10.6 (0.42)                            | 24.6 (0.97)                            | 52.4 (2.06)                            | 62.8 (2.47)                            | 76.2 (3.00)                            | 111.1 (4.37)                           | 114.6 (4.51)                           | 109.6 (4.31)                           | 63.7 (2.51)                            | 19.6 (0.77)                            | 4.7 (0.19)                             | 656.3 (25.83)                          |
| Số ngày giáng thủy trung bình (≥ 0.1 mm) | 4.1                                    | 5.4                                    | 8.0                                    | 8.7                                    | 9.9                                    | 10.8                                   | 11.4                                   | 11.0                                   | 12.6                                   | 10.3                                   | 5.4                                    | 3.4                                    | 101                                    |
| Nguồn: Cục Khí tượng Trung Quốc          |                                        |                                        |                                        |                                        |                                        |                                        |                                        |                                        |                                        |                                        |                                        |                                        |                                        |